# Онлайн-консультант
Онлайн-консультант (от англ. online «на линии, на связи») — программное обеспечение, предназначенное специально для установки на сайты различной тематики, для обеспечения онлайн-помощи пользователям.

## Общие сведения
Система онлайн-консультирования впервые была выпущена в США в 2003 году, в то время как обсуждения возможности создания такого рода программы начались уже в 2001 году. В 2002 году известный Интернет-портал eBay рассматривал возможность отказа от e-mail в пользу онлайн-чата. А американская компания LivePerson ещё с 1995 года занимается разработкой и внедрением систем активного мониторинга и управления посетителями сайтов.
За 2013 год по прогнозам компании RedHelper, число сайтов с онлайн-консультантами увеличится в два раза, а количество сайтов, использующих программу, превышает 5 млн. По данным исследования агентства Oneupweb, наличие онлайн-консультанта на сайте важно для 32,5 % покупателей интернет-магазинов, а это означает, что каждый третий посетитель будет искать соответствующую кнопку. Кроме того исследование показало, что 76 % покупателей сталкиваются с проблемами на завершающей стадии покупки и уходят с сайта, если не могут решить их оперативно, за что и отвечают системы онлайн-консультирования.

## Технология
Системы онлайн-консультирования позволяют посетителю общаться с операторами без загрузки и установки дополнительного программного обеспечения. При этом посетители видят, есть ли в данный момент доступные операторы, с которыми они могут связаться. После подключения программы на сайте появляется кнопка с надписью «онлайн-консультант», в зависимости от того, в сети консультант или нет, цвет кнопки может изменяться. Роль онлайн-консультанта обычно исполняет продавец или бот, который готов оказать любую помощь, связанную с навигацией на сайте (например, заказом товара) или сообщить дополнительную информацию (например, для помощи в выборе товара). Может быть предусмотрено консультирование через другие предусмотренные в программе формы общения: звонок с сайта, видеосвязь.